# Angelo Belloni
Pour les articles homonymes, voir Belloni.
Angelo Belloni (Pavie, 4 mars 1882 - Gênes, 9 mars 1957) était un sous-marinier, directeur de cours à l'école de plongée et conseiller technique au service de la Regia Marina.
Fortement interventionniste pendant la Première Guerre mondiale, sa passion et ses études dans le domaine de la plongée et des sous-marins en ont fait une figure fondamentale dans le développement technologique des équipements utilisés par la Xe Flottiglia MAS.

## Biographie
En 1914, alors qu'il était sous-lieutenant de vaisseau (sottotenente di vascello), Belloni prend possession d'un sous-marin de 250 tonnes récemment achevé (le F 43 , plus tard le Argonauta par le chantier naval de Muggiano (cantiere navale del Muggiano). Ce sous-marin était destiné à l'Empire russe, mais la neutralité italienne de l'époque ne permettait pas sa livraison au client. L'intention de Belloni était d'atteindre l'Albanie et d'attaquer, avec le soutien espéré de la France, le Royaume-Uni, la k.u.k. Kriegsmarine. Aidé par l'équipage, qui était convaincu de participer à une mission secrète et donc ignorant des véritables motivations de Belloni, le sous-marin a atteint Ajaccio où il a contacté des fonctionnaires de l'autre côté des Alpes, qui ont fait part de sa proposition au gouvernement, lequel n'a cependant pas accepté et a au contraire informé le gouvernement italien de ce qui s'était passé.
Le sous-marin, marqué du numéro F 43, est rentré en Italie à Varignano sans Angelo Belloni et sans avoir commis d'acte de guerre. L'officier italien est revenu deux mois plus tard et a été jugé, mais l'entrée en guerre de l'Italie a complètement changé l'opinion des juges militaires, et Belloni a donc été acquitté.
En 1920, Belloni achète pour un usage privé le sous-marin Galileo Ferraris avec lequel il approfondit ses études dans le domaine sous-marin et mène des recherches et la pêche aux perles en mer Rouge. Pour cela, il a utilisé comme unités de soutien, en les louant, les vedettes Cerboli et Fortunale (qui sont transformés en bateaux de pêche).
Sa renommée de technicien qualifié est telle qu'en 1940, alors qu'il a 58 ans, la Regia Marina le rappelle pour perfectionner le vaisseau d'assaut de la Xª Flottiglia MAS.. En particulier, il a également été chargé de la direction de l'école de plongée de l'Académie navale de Livourne (Accademia Navale di Livorno) et il a été responsable de l'invention de la combinaison de plongée efficace (appelée combinaison Belloni) utilisée par les raiders de la 10e flottille du MAS pendant (et après) la Seconde Guerre mondiale. Il a rejoint la République sociale italienne en tant que volontaire dans la Xª Flottiglia MAS reconstituée, commandée par le Prince Junio Valerio Borghese.
AA la fin de la guerre, Angelo Belloni se retire avec le grade de capitaine de corvette pour passer les dernières années de sa vie au château Frugone à Cavi di Lavagna, jusqu'à sa mort survenue à Gênes le 9 mars 1957 par un tramway : Belloni, absorbé dans ses pensées et rendu presque sourd par des expériences sous-marines dans lesquelles il avait souvent été un cobaye pour ne pas mettre en danger la vie des autres, ne remarque pas l'arrivée du véhicule qui, à son tour, ne peut l'éviter.